# Großheirath

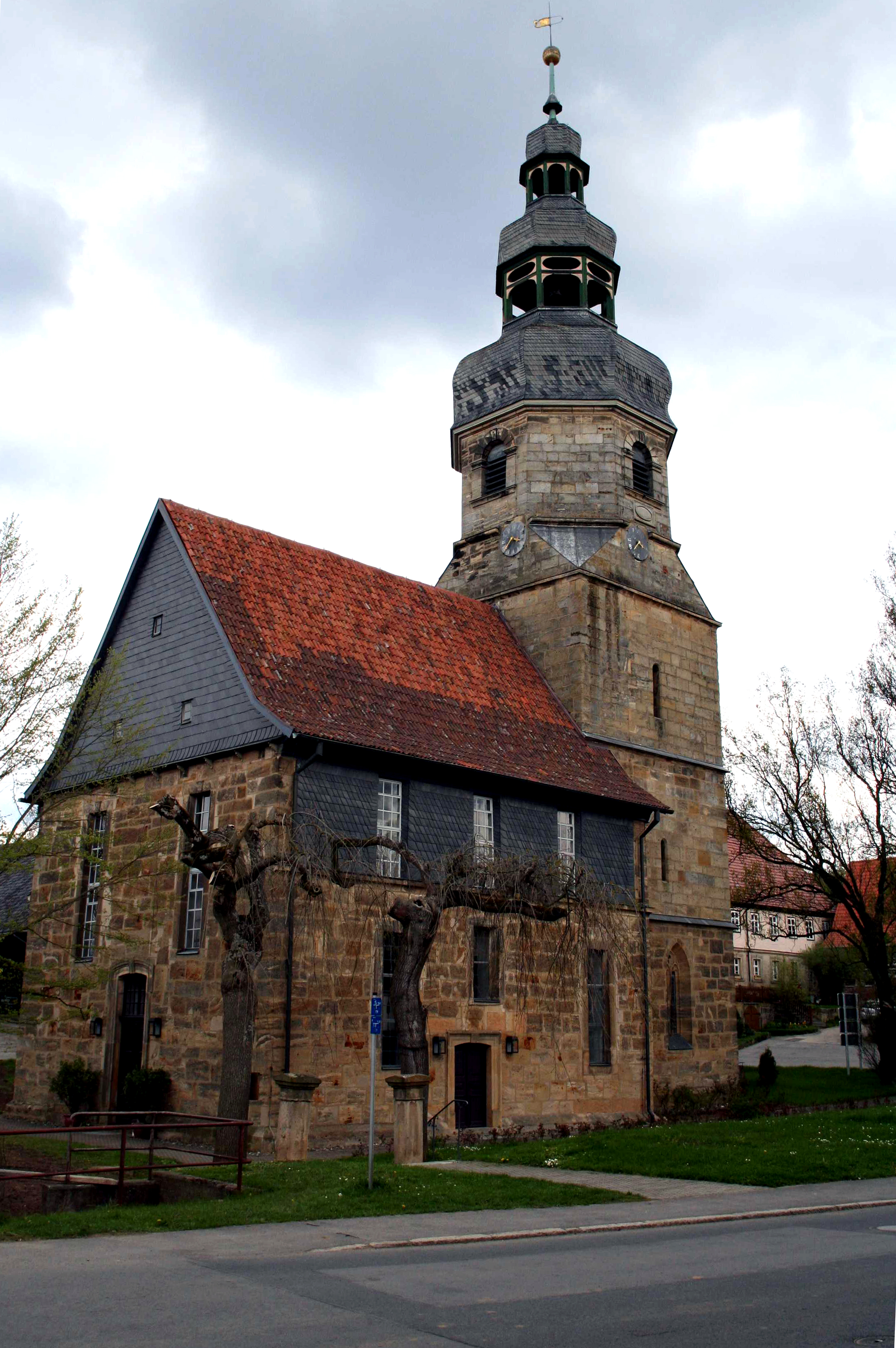
Kościół ewangelicki

Großheirath – miejscowość i gmina w Niemczech, w kraju związkowym Bawaria, w rejencji Górna Frankonia, w regionie Oberfranken-West, w powiecie Coburg. Leży około 9 km na południe od Coburga, nad rzeką Itz, przy autostradzie A73, drodze B4 i linii kolejowej Coburg – Großheirath.

## Dzielnice
W skład gminy wchodzą następujące dzielnice: 
- Buchenrod
- Gossenberg
- Großheirath
- Neuses an der Eichen
- Rossach
- Watzendorf

## Historia
Pierwsze wzmianki o miejscowości Rossach pojawiły się w roku 1126. Do 1920 Großheirath należało do Księstwa Saksonii-Coburg-Gotha, później już do Bawarii.

## Polityka
Wójtem jest Gerold Hummer.
Rada gminy składa się z 14 członków:
|      | CSU/Blok Obywatelski | SPD/Wolna Wspólnota Wyborcza | Wolni Wyborcy | Razem     |
| 2002 | 8                    | 3                            | 3             | 14 miejsc |